# ラリー・ネルソン
ラリー・ネルソン（Larry Nelson, 1947年9月10日 - ）は、アメリカ・アラバマ州出身のプロゴルファーである。

## プロフィール
1981年と1987年の「全米プロゴルフ選手権」と1983年の「全米オープン」で優勝し、メジャー大会「3勝」を挙げた名プロゴルファーである。アメリカPGAツアーではメジャー大会3勝を含む通算10勝、国際試合で5勝を挙げたが、そのうち4勝が日本のトーナメントであった。50歳以上の選手によるシニアツアー（チャンピオンズツアー）へ移ってからは19勝を記録している。
日本のトーナメントと相性が良く、1980年の「東海クラシック」、1983年の「ダンロップ国際オープン」、1989年の「サントリーオープン」、1991年の「ダンロップフェニックストーナメント」で優勝した。1997年9月から、50歳になったネルソンは戦いの場を「チャンピオンズツアー」へ移し、そこでレギュラー・ツアー時代を上回る「19勝」を記録した。2006年に世界ゴルフ殿堂入りを果たしている。
2009年6月には東京国際大学ゴルフ部の名誉監督に就任することが発表された。同大学では2010年度を目処に、若手選手の育成施設として坂戸キャンパス内に「ラリー・ネルソン サイエンスラボラトリ」を新設することも明らかにしている。

## ツアー優勝歴
- 1979年：ジャッキー＝グリーソン・インベラリー・クラシック、ウェスタンオープン
- 1980年：アトランタ・クラシック
- 1981年：グレーター・グリーンズボロ・オープン、全米プロゴルフ選手権
- 1983年：全米オープン
- 1984年：ウォルト・ディズニー・ワールド/オールズモビル・クラシック
- 1987年：全米プロゴルフ選手権、ウォルト・ディズニー・ワールド/オールズモビル・クラシック
- 1988年：ジョージア＝パシフィック・アトランタ・ゴルフ・クラシック